# شش-قدم

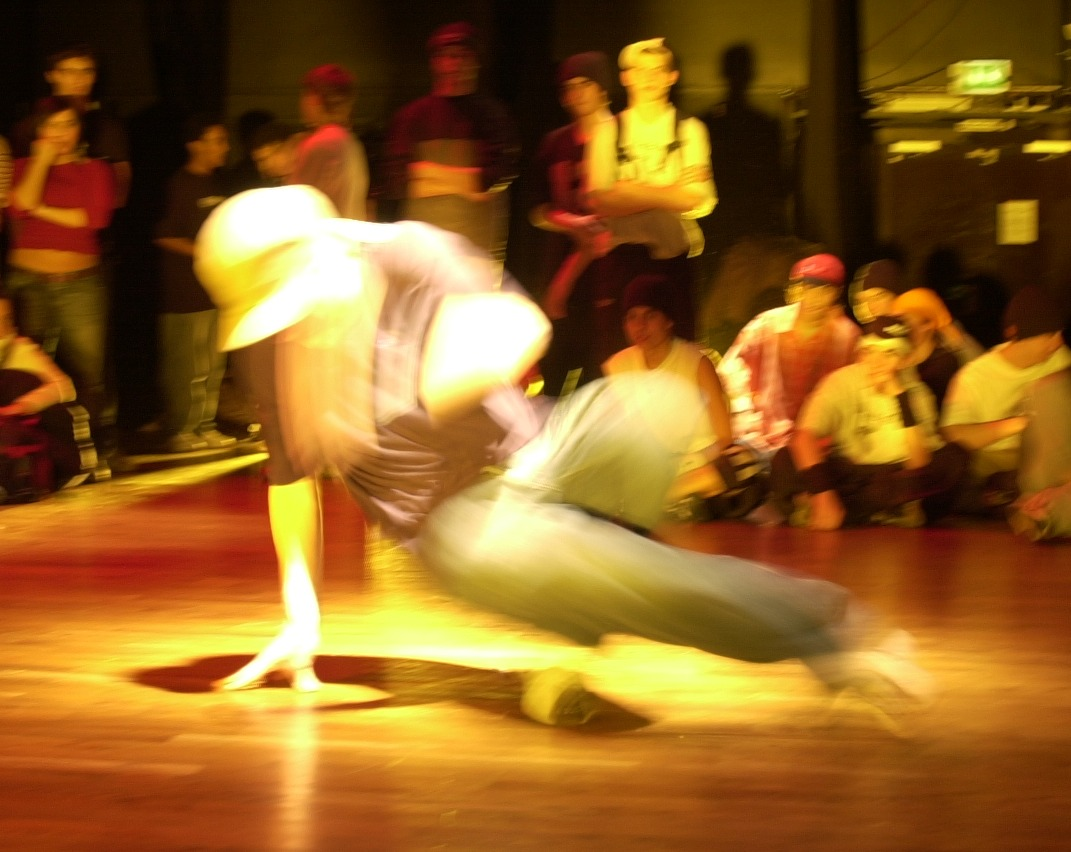
شش-قدم

شش قدم (به انگلیسی: Six Step) حرکتی داون راکی در بریک دنس (رقص بریک) است که به حرکت «ساعتی» نیز معروف است بدین گونه که شخص به صورت چهار دست و پا، شش قدم موافق یا مخالف با جهت حرکت عقربه‌های ساعت برمی‌دارد و به حالت اول خود (چهار دست و پا) بر می‌گردد. معمولاً در اولین جلسات این حرکت آموزش داده می‌شود.